# Xaçındərbətli
Xaçındərbətli est un village situé dans le raion d'Agdam en Azerbaïdjan.

## Histoire
Situé hors de l'oblast autonome du Haut-Karabagh à l'époque soviétique, le village passe sous contrôle arménien pendant la première guerre du Haut-Karabakh. En 1993, il est rebaptisé Armenakavan (en arménien : Արմենակավան) et constitue une communauté rurale  de la région d'Askeran de la république du Haut-Karabagh. Conformément à l'accord de cessez-le-feu mettant fin à la deuxième guerre du Haut-Karabagh, le raion d'Agdam, auquel appartient le village, est restitué à l'Azerbaïdjan le 20 novembre 2020.

## Démographie
La population s'élevait à 67 habitants en 2005.